# Шумане
Шумане (серб. Шумане) — населённый пункт в общине Лебане Ябланичского округа Сербии.

## Население
Согласно переписи населения 2002 года, в селе проживало 1515 человек (1508 сербов и другие).
| Численность населения | Численность населения | Численность населения | Численность населения | Численность населения | Численность населения | Численность населения | Численность населения |
| 1948                  | 1953                  | 1961                  | 1971                  | 1981                  | 1991                  | 2002                  | 2011                  |
| --------------------- | --------------------- | --------------------- | --------------------- | --------------------- | --------------------- | --------------------- | --------------------- |
| 1374                  | 1514                  | 1613                  | 1669                  | 1695                  | 1674                  | 1515                  | 1394                  |

## Религия
Согласно церковно-административному делению Сербской православной церкви, село относится ко Второму лебанскому приходу Ябланичского архиерейского наместничества Нишской епархии. В селе расположен храм Святого Великомученика Прокопия, построенный в 1887 году.